# Ján Paulíny-Tóth
Ján Paulíny-Tóth de Tőre et Tóthmegyer (29. září 1903, Martin – 15. března 1966, Londýn) byl slovenský právník a politik.

## Životopis
Narodil se ve hornouherském (slovenském) Matině jako syn ekonoma Zikmunda Paulínyho-Tótha a jeho manželky, spisovatelky Margity Paulinyové-Tóthové. Byl také vnuk Viléma Paulinyho-Tótha a jeho švagrovou byla Helena Petzová. Měl tři bratry - Ilju, Platona a Viléma.
Ján Paulíny-Tóth studoval na gymnáziu v Banské Bystrici a poté ve francouzském Dijonu, později na École libre des Sciences politiques v Paříži a na právnické fakultě Univerzity Komenského v Bratislavě.
Po ukončení studií působil jako advokát v Bratislavě, v letech 1945–1948 jako československý velvyslanec v Římě. Byl předním činitelem Slovenské národní strany, členem ústředního výboru, v roce 1937 byl odpovědným redaktorem Slovenských národních novin.
Po smrti Martina Rázuse byl v roce 1938 zvolen předsedou Slovenské národní strany a za tuto stranu coby součásti širší koalice stran pročeskoslovenské orientace "Slovenská jednota za Československou demokracii a republiku" byl zvolen členem bratislavského zastupitelstva. Byl signatářem žilinské dohody slovenských politických stran o autonomii 6. října 1938. Krátce nato Slovenská národní strana splynula s Hlinkovou Slovenskou lidovou stranou (luďáky), s nimiž se však po rozpadu republiky rozešel a emigroval do Francie. V roce 1941 byl tehdejším Hlavní soudem v Bratislavě odsouzen za protifašistickou činnost na 15 let vězení.
Po porážce Francie přešel do Benešovy odbojové garnitury ve Spojeném království, kde se stal místopředsedou československé státní rady v Londýně. Po komunistickém převratu v Československu roce 1948 zůstal v zahraničí jako hlasatel BBC a spolupracovník slovenských organizaci a spolků.

## Ocenění
- 1947 - vyznamenán Radom SNP I. třídy